# Ian Cousins
Ian Talland Cousins (* 29. August 1968) ist ein englischer Umweltchemiker.

## Leben
Cousins legte 1995–1998 unter dem Titel „Air–soil exchange of persistent organic pollutants (POPs)“ seine Dissertation an der Lancaster University ab. Seit 2012 ist er ordentlicher Professor in der Gruppe Contaminant Chemistry im Umweltwissenschaftsdepartement der Universität Stockholm. Sein Fachgebiet ist die organische Umweltchemie, wo er sich insbesondere eine Kombination aus experimentellen und modellbasierenden Ansätzen zur Untersuchung von Quellen, Transport, Verhalten und Exposition von Schadstoffen beschäftigt. Forschungsschwerpunkte von Cousins sind PFAS, früher auch Flammschutzmittel.
Cousins hat einen H-Index von 50 oder 52.

## Mitgliedschaften
Er wurde 2020 zum Associate Editor von Environmental Science & Technology ernannt. Zuvor war er von 2012 bis 2018 Associate Editor von Chemosphere.